# Isotoma carpenteri
Isotoma carpenteri är en urinsektsart som beskrevs av Boener 1909. Isotoma carpenteri ingår i släktet Isotoma och familjen Isotomidae. Inga underarter finns listade i Catalogue of Life.